# Estnische Euromünzen
| Die Euromünzen |
| Eurozone |
| --- |
| Belgien Deutschland Estland Finnland Frankreich Griechenland Irland Italien Kroatien Lettland Litauen Luxemburg Malta Niederlande Österreich Portugal Slowakei Slowenien Spanien Zypern |
| Assoziierte Euronutzer (mit eigenen Euromünzen) |
| Andorra Monaco San Marino Vatikanstadt |
| Passive Euronutzer (ohne eigene Euromünzen) |
| Kosovo Montenegro |
| Zukünftige Eurostaaten |
| Bulgarien Polen Rumänien Schweden Tschechien Ungarn |
| Ausstiegsklausel |
| Dänemark |

Die estnischen Euromünzen sind die von Estland in Umlauf gebrachten Euromünzen der gemeinsamen europäischen Währung Euro.

## Geschichte der Einführung
Die Einführung des Euro in Estland – und damit der hier dargestellten Münzen – war frühestens für Mitte 2006 vorgesehen.
Da die Inflationsrate im Mai 2006 jedoch zu hoch war, konnte Estland nicht wie geplant den Euro am 1. Januar 2007 einführen, der geplante Termin wurde auf 2009 verschoben, der ebenfalls nicht zu halten war.
Estland konnte trotz der Finanz- und Wirtschaftskrise eine niedrige Neuverschuldung erzielen und erfüllt somit die Maastricht-Kriterien. Am 12. Mai 2010 bestätigte die EU-Kommission, dass Estland alle Kriterien zur Einführung des Euros Anfang 2011 erfüllen würde. Am 17. Juni 2010 stimmten auch die Staats- und Regierungschefs der EU der Aufnahme Estlands in die Eurozone zu. Am 1. Januar 2011 wurde Estland das 17. Mitglied der Eurozone.

## Umlaufmünzen
Am Auswahlverfahren zur Festlegung des Designs der Euromünzen-Rückseiten konnte sich die estnische Bevölkerung beteiligen. Per Televoting hatten die Esten zwischen dem 4. und 11. Dezember 2004 die Möglichkeit, sich für eines von zehn von der Eesti Pank vorgeschlagenen Entwürfe zu entscheiden. Das von Lembit Lõhmus gestaltete Siegermotiv, das mit 27,46 % die meisten Stimmen erhalten hatte, wurde am 17. Dezember 2004 bekannt gegeben. Es stellt den Kartenumriss von Estland dar. Der Entwurf zeigt die obligatorischen zwölf Sterne der EU, das Prägejahr und den Landesnamen EESTI. Der Künstler des Entwurfs begründete seine Motivwahl damit, dass es nur wenige Länder in Europa gebe, die eine solch attraktive und einprägsame Kontur wie Estland haben.
Doch das Motiv ist nur auf den ersten Blick gleich. Während bei den Cent-Münzen Estland vertieft dargestellt wird, ist es bei den Euromünzen erhaben geprägt. Auch sind auf der 2-Euro-Münze zusätzlich zwei kleine Inseln, Vaindloo und Nootamaa, Estlands nördlichster beziehungsweise westlichster Punkt, zu sehen.
Auf Grund des Designs der Münzen kam es zu diplomatischen Verstimmungen mit Estlands Nachbarstaat Russland. Die russische Presse behauptete, der auf der Rückseite der Euromünzen dargestellte Umriss Estlands umfasse auch russische Gebiete. Die russische Botschaft in Tallinn sprach von einem erneuten Versuch, „die geltenden Grenzen zu revidieren“. Der estnische Botschafter in Russland erklärte, die auf den Euromünzen dargestellte Landkarte entspreche den heutigen Konturen seines Landes und schließe keine Teile des Territoriums Russlands mit ein. Lediglich auf einer ursprünglichen Skizze aus dem Jahr 2007 habe der Künstler eine leicht verschobene Grenze dargestellt, die Abbildung sei aber „schnell korrigiert worden“.
Hintergrund ist ein Konflikt zwischen Estland und Russland um die Landesgrenzen. Beide Länder sind sich zwar über den Grenzverlauf einig, nicht aber über den Grund des russischen Gebietserwerbs ehemals estnischer Gebiete, die die Estnische SSR in der Zeit der Sowjetunion verloren hatte. Estland geht völkerrechtlich von einer Abtretung der Gebiete an Russland aus. Russland beruft sich hingegen darauf, dass die Grenzen gelten, wie sie beim Auseinanderbrechen der Sowjetunion bestanden haben (Uti-possidetis-Prinzip).
| 0,01 €          | 0,02 €          | 0,05 €                                                                                     |
| --------------- | --------------- | ------------------------------------------------------------------------------------------ |
| 1 Cent          | 2 Cent          | 5 Cent                                                                                     |
| Umriss Estlands |                 |                                                                                            |
| 0,10 €          | 0,20 €          | 0,50 €                                                                                     |
| 10 Cent         | 20 Cent         | 50 Cent                                                                                    |
| Umriss Estlands |                 |                                                                                            |
| 1,00 €          | 2,00 €          | Rand der 2-€-Münze                                                                         |
| 1 Euro          | 2 Euro          |                                                                                            |
| Umriss Estlands | Umriss Estlands | „E E S T I“ (Landesname auf Estnisch) und „○“ jeweils einmal aufrecht und um 180° gedreht. |

## 2-Euro-Gedenkmünzen
| Nr. | Bild | Ausgabedatum Bildreferenz | Anlass | Amtsblatt Referenz | Auflage   |
| --- | ---- | ------------------------- | --- | ------------------ | --------- |
| 1   |      | 2. Januar 2012            | 10. Jahrestag der Einführung des Euro-Bargelds Euro-17-Gemeinschaftsausgabe                                               | [ 6 ] [ 7 ]        | 2.000.000 |
| 2   |      | 10. Dezember 2015         | Dreißigjähriges Bestehen der EU-Flagge Euro-19-Gemeinschaftsausgabe                                                       | [ 9 ] [ 10 ]       | 0.350.000 |
| 3   |      | 7. Januar 2016            | 100. Geburtstag des Schachgroßmeisters Paul Keres                                                                         | [ 12 ] [ 13 ]      | 0.500.000 |
| 4   |      | 26. Juni 2017             | Estlands Weg in die Unabhängigkeit                                                                                        | [ 15 ] [ 16 ]      | 1.500.000 |
| 5   |      | 31. Januar 2018           | Gründung der Staaten Estland und Lettland und Neugründung des Staates Litauen Gemeinschaftsausgabe der baltischen Staaten | [ 18 ] [ 19 ]      | 0.500.000 |
| 6   |      | 19. Februar 2018          | 100 Jahre Republik Estland                                                                                                | [ 21 ] [ 22 ]      | 1.317.800 |
| 7   |      | 29. Mai 2019              | 150. Jahrestag des ersten Liederfestes                                                                                    | [ 24 ] [ 25 ]      | 1.000.000 |
| 8   |      | 19. November 2019         | 100. Jahrestag der Gründung der estnischsprachigen Universität Tartu                                                      | [ 27 ] [ 28 ]      | 1.000.000 |
| 9   |      | 27. Januar 2020           | 200. Jahrestag der Entdeckung der Antarktis                                                                               | [ 30 ] [ 31 ]      | 0.750.000 |
| 10  |      | 1. Februar 2020           | 100. Jahrestag des Friedens von Tartu                                                                                     | [ 33 ] [ 34 ]      | 1.000.000 |
| 11  |      | 16. Juni 2021             | Finno-ugrische Völker | [ 36 ] [ 37 ]      | 1.000.000 |
| 12  |      | 20. Oktober 2021          | Der Wolf 1. Münze der Serie nationaler Symbole Estlands                                                                   | [ 39 ] [ 40 ]      | 1.000.000 |
| 13  |      | 9. März 2022              | 150. Jahrestag der Gründung des estnischen Literatenvereins                                                               | [ 42 ] [ 43 ]      | 1.000.000 |
| 14  |      | 1. Juli 2022              | 35 Jahre Erasmus-Programm Euro-19-Gemeinschaftsausgabe                                                                    | [ 45 ] [ 46 ]      | 1.000.000 |
| 15  |      | 8. Juli 2022              | Ruhm der Ukraine! | [ 48 ] [ 49 ]      | 2.040.000 |
| 16  |      | 12. Mai 2023              | Die Rauchschwalbe 2. Münze der Serie nationaler Symbole Estlands                                                          | [ 51 ] [ 52 ]      | 1.000.000 |
| 17  |      | 21. Mai 2024              | Die Kornblume 3. Münze der Serie nationaler Symbole Estlands                                                              | [ 54 ] [ 55 ]      | 1.000.000 |

## Prägestätten
Nach dem Ersuchen Estlands zur Prägung der estnischen Euromünzen an alle 15 bisherigen Münzprägeanstalten, die die Lizenz zur Prägung von Euromünzen haben, legten die fünf Prägestätten Suomen Rahapaja (Finnland), Royal Mint (Vereinigtes Königreich), die Staatlichen Münzen Baden-Württemberg (Deutschland), Münze Österreich (Österreich) und die Monnaie de Paris (Frankreich) ihr Angebot vor und bewarben sich damit um den Auftrag.
Im November 2005 entschied sich die estnische Nationalbank für das Angebot der Rahapaja, da diese den niedrigsten Preis für die Herstellung der 100 Millionen benötigten Euromünzen für Estland forderte. Ende Juli 2010 wurde mit der Prägung der ersten Euromünzen begonnen.
Die Kursmünzen von 2012 wurden von der Königlichen Niederländischen Münze, die 2-Euro-Gedenkmünze 10 Jahre Euro-Bargeld von der Staatlichen Münze Berlin geprägt.

## Sammlermünzen
Die Sammlermünzen werden in der Qualität Polierte Platte ausgegeben.
| Thema                                                         | Ausgabedatum      | Nennwert  | Material                              | Masse   | Durchmesser | Auflage |
| ------------------------------------------------------------- | ----------------- | --------- | ------------------------------------- | ------- | ----------- | ------- |
| Estlands Zukunft                                              | 24. Januar 2011   | 10 Euro   | 99,9 % Silber                         | 28,28 g | 38,61 mm    | 030.000 |
| Estlands Beitritt zum Euro                                    | 24. Januar 2011   | 20 Euro   | Ring: 99,9 % Silber Kern: 99,9 % Gold | 14,60 g | 27,25 mm    | 010.000 |
| XXX. Olympische Sommerspiele in London                        | 24. Juli 2012     | 12 Euro   | 99,99 % Silber                        | 28,28 g | 38,61 mm    | 07.500  |
| 100. Geburtstag von Raimond Valgre                            | 2013              | 07 Euro   | 92,5 % Silber                         | 28,28 g | 38,61 mm    | 07.500  |
| 150. Geburtstag von Miina Härma                               | 2014              | 10 Euro   | 92,5 % Silber                         | 28,28 g | 38,61 mm    | 07.500  |
| XXII. Olympische Winterspiele in Sotschi                      | 2014              | 10 Euro   | 92,5 % Silber                         | 28,28 g | 38,61 mm    | 07.500  |
| 150. Geburtstag von Eduard Vilde                              | 2015              | 10 Euro   | 92,5 % Silber                         | 28,28 g | 38,61 mm    | 05.000  |
| 150. Geburtstag von Jaan Poska                                | 22. Januar 2016   | 10 Euro   | 92,5 % Silber                         | 28,28 g | 38,61 mm    | 04.000  |
| XXXI. Olympische Sommerspiele 2016 in Rio de Janeiro          | 2016              | 10 Euro   | 92,5 % Silber                         | 28,28 g | 38,61 mm    | 05.000  |
| Hansestadt Tallinn                                            | 9. Februar 2017   | 08 Euro   | 92,5 % Silber                         | 28,28 g | 38,61 mm    | 05.000  |
| Hansestadt Tallinn                                            | 9. Februar 2017   | 25 Euro   | 99,9 % Gold                           | 03,11 g | 18 mm       | 02.000  |
| XXIII. Olympische Winterspiele in Pyeongchang                 | 12. Januar 2018   | 10 Euro   | 92,5 % Silber                         | 28,28 g | 38,61 mm    | 02.000  |
| 100 Jahre Republik Estland                                    | 2018              | 10 Euro   | 92,5 % Silber                         | 28,28 g | 38,61 mm    | 07.000  |
| 100 Jahre Republik Estland                                    | 2018              | 100 Euro0 | 99,9 % Gold                           | 05,65 g | 22 mm       | 03.000  |
| 150. Geburtstag von Jaan Tõnisson                             | 4. Dezember 2018  | 15 Euro   | 92,5 % Silber                         | 28,28 g | 38,61 mm    | 05.000  |
| 200. Geburtstag von Johann Voldemar Jannsen                   | 16. Mai 2019      | 12 Euro   | 92,5 % Silber                         | 28,28 g | 38,61 mm    | 04.000  |
| Hansestadt Viljandi                                           | 8. Juni 2019      | 08 Euro   | 92,5 % Silber                         | 28,28 g | 38,61 mm    | 04.000  |
| 150. Geburtstag von Jüri Jaakson                              | 2020              | 15 Euro   | 92,5 % Silber                         | 28,28 g | 38,61 mm    | 03.000  |
| Hansestadt Pärnu                                              | 10. April 2021    | 08 Euro   | 92,5 % Silber                         | 28,28 g | 38,61 mm    | 04.000  |
| XXXII. Olympische Sommerspiele in Tokio                       | 26. Mai 2021      | 08 Euro   | 92,5 % Silber                         | 28,28 g | 38,61 mm    | 03.000  |
| 150. Geburtstag Friedrich Karl Akel                           | 2. September 2021 | 15 Euro   | 92,5 % Silber                         | 28,28 g | 38,61 mm    | 03.000  |
| XXIV. Olympische Winterspiele in Peking                       | 2022              | 08 Euro   | 92,5 % Silber                         | 28,28 g | 38,61 mm    | 03.000  |
| 150. Geburtstag Johan Pitka                                   | 2022              | 15 Euro   | 92,5 % Silber                         | 28,28 g | 38,61 mm    | 03.000  |
| 600. Jahrestag der ersten Sitzung des Livländischen Landtages | 2022              | 25 Euro   | 99,9 % Gold                           | 03,11 g | 18 mm       | 03.000  |
| Estnisches Bauernpaar                                         | 2023              | 14 Euro   | 92,5 % Silber                         | 28,28 g | 38,61 mm    | 04.000  |
| 150. Geburtstag von Konstantin Konik                          | 12. Dezember 2023 | 15 Euro   | 92,5 % Silber                         | 28,28 g | 38,61 mm    | 03.000  |
| 150. Geburtstag von Konstantin Päts                           | 23. Februar 2023  | 15 Euro   | 92,5 % Silber                         | 28,28 g | 38,61 mm    | 05.000  |
| XXXIII. Olympische Sommerspiele in Paris (Farbmünze)          | 6. Mai 2024       | 10 Euro   | 92,5 % Silber                         | 28,28 g | 38,61 mm    | 04.000  |
| Hansestadt Tartu                                              | 11. Juni 2024     | 08 Euro   | 92,5 % Silber                         | 28,28 g | 38,61 mm    | 05.000  |
| Hansestadt Tartu                                              | 11. Juni 2024     | 25 Euro   | 99,99 % Gold                          | 03,11 g | 18 mm       | 03.000  |